# Atilio López
Atilio López (Villarrica (Paraguai), 5 de fevereiro de 1925 - 14 de julho de 2016) foi um futebolista paraguaio que atuava como atacante.

## Carreira
Atilio López fez parte do elenco da Seleção Paraguaia de Futebol, na Copa do Mundo de 1950 no Brasil.